# Jimmy Spicer
James Bromley Spicer (ur. 12 maja 1958 na Brooklynie w Nowym Jorku, zm. 27 września 2019 tamże) – amerykański muzyk hip-hopowy, nagrywający w latach 70. i 80. jako jeden z pionierów tego gatunku. Jego najbardziej znany singel „Dollar Bill Y'all” wydany w 1983 roku został później rozpowszechniony przez grupę Wu-Tang Clan, która użyła fragmentu nagrania w swoim utworze „C.R.E.A.M.”.
W 2018 roku zdiagnozowano u niego zaawansowanego raka mózgu i raka płuc. Zmarł 27 września 2019 roku w wieku 61 lat.

## Dyskografia
- „Adventures of Super Rhyme (Rap)” (1980), Dazz Records
- „The Bubble Bunch” (1982), Mercury
- „Money (Dollar Bill Y'all)” (1983), Spring Records
- „This Is It” / „Beat The Clock” (1985), Def Jam Recordings
- „I Rock Boots” (1990), Def Valley Records
- „$ Can't Buy U Luv (Money Can't Buy You Love)” (2010), Spice Rhymes